# Ernst Wilhelm Tempel
Ernst Wilhelm Leberecht Tempel (Niedercunnersdorf, 4 dicembre 1821 – Arcetri, 16 marzo 1889) è stato un astronomo tedesco.

## Biografia
Nato a Niedercunnersdorf, vicino a Dresda, imparò il disegno e divenne litografo, esercitando la professione in diverse città tedesche, in Danimarca e infine in Italia. In Italia, appunto, si fece la fama di buon dilettante di astronomia. Di cultura modesta, ma ingegnoso, divenne famoso scoprendo a Venezia, nel 1859, una cometa che porta il suo nome.
Per qualche tempo lavorò alla specola di Marsiglia, dove scoprì dieci comete e diversi pianetini. Espulso dalla Francia nel 1870 perché di nazionalità tedesca, fu assunto a Milano presso l'osservatorio di Brera. Nel 1875 fu nominato astronomo dell'osservatorio di Arcetri a Firenze, di cui assunse la direzione, subentrando al direttore incaricato Costantino Pittei, e dove rimase fino alla morte. Ad Arcetri fece bellissimi disegni di oggetti celesti e scoprì la sua ultima cometa, la 1877 V., lavorando con il grande equatoriale costruito da Giovanni Battista Donati (1826-1873).
Tempel fu un prolifico scopritore di comete: complessivamente ne ha scoperte o co-scoperte ventuno. Tra esse sono degne di nota la cometa 55P/Tempel-Tuttle, responsabile dello sciame meteorico delle Leonidi, e la 9P/Tempel, obiettivo della sonda della NASA Deep Impact nel 2005. Tra le altre comete periodiche che portano il suo nome ricordiamo 10P/Tempel e 11P/Tempel-Swift-LINEAR.
Tempel morì ad Arcetri nel 1889.

## Onorificenze

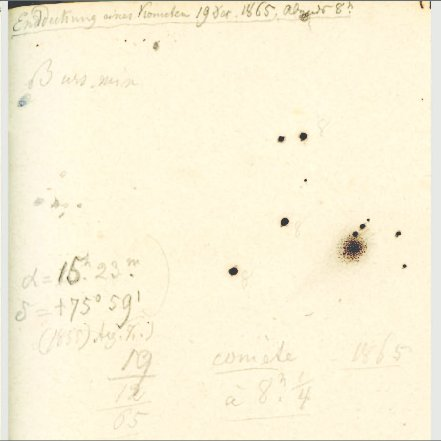
Appunti di Ernst Tempel del 19 dicembre 1865, nei quali è rappresentata la cometa Tempel-Tuttle nel giorno della sua scoperta.

Nel 1879 Tempel fu premiato dall'Accademia dei Lincei e nel 1881 ne divenne membro. Anche l'Accademia Austriaca delle Scienze gli assegnò alcuni riconoscimenti.
Gli sono stati dedicati l'asteroide 3808 Tempel e il cratere Tempel di 45 km di diametro sulla Luna.

## Asteroidi scoperti
Tempel scoprì anche 5 asteroidi:
| 64 Angelina    | 4 marzo 1861      |
| 65 Cybele      | 8 marzo 1861      |
| 74 Galatea     | 29 agosto 1862    |
| 81 Terpsichore | 30 settembre 1864 |
| 97 Klotho      | 17 febbraio 1868  |